# Moloșkovîci, Iavoriv
Moloșkovîci (în ucraineană Молошковичі) este un sat în comuna Berdîhiv din raionul Iavoriv, regiunea Liov, Ucraina.

## Demografie
Componența lingvistică a localității Moloșkovîci
     Ucraineană (99,71%)
     Alte limbi (0,29%)
Conform recensământului din 2001, majoritatea populației localității Moloșkovîci era vorbitoare de ucraineană (99,71%), existând în minoritate și vorbitori de alte limbi.